# Роевницы
Роевницы (лат. Hilara) — род двукрылых из семейства толкунчиков трибы Hilarini.

## Описание
Чёрные мухи, часто покрытые серым или коричневато-серым налётом пыльцы, длиной тела от 1,8 до 7 мм. Глаза как у самок, так и у самцов обычно разделены. У самцов некоторых видов (группа Hilara fiavipes) омматидии верхней части глаза заметно увеличены. Крылья прозрачные или равномерно затемненные. Радиальная жилка с четырьмя ветвями. Первая ветвь заметно утолщена, впадает в край крыла около птеростигмы. Три ветви медиальной жилки оканчиваются около вершины крыла. Виды различаются по щетинками и волоскам на теле и ногах, рисунком, создаваемым пыльцевым налётом на груди, а также строением ног, длиной верхней губы и вилкой радиальной жилки на крыле.

## Экология
Приурочены к влажным местообитаниям. Часто образуют рои. Самцы собирают упавших на поверхность воды насекомых. Свою добычу они дарят самкам во время ухаживания, иногда заворачивая её в шелковистые нити, которые образуются на первом членике лапки. Личинки развиваются под опавшими листьями и древесине.

## Систематика
В мировой фауне известно более 400 видов, из них в Палеарктике около 250 видов.

## Распространение
Встречаются во всех континентах кроме Антарктиды.